# Roadracing-VM 1983
Roadracing-VM 1983 kördes över 12 deltävlingar. Det var sista året med 50 cc-klassen, som till nästa år ersattes av 80 cc.
| Klass       | Mästare individuellt                     | Mästare konstruktörer |
| ----------- | ---------------------------------------- | --------------------- |
| 500GP       | Freddie Spencer (Honda)                  | Honda                 |
| 250GP       | Carlos Lavado (Yamaha)                   | Yamaha                |
| 125GP       | Ángel Nieto (Garelli)                    | MBA                   |
| 50GP        | Stefan Dörflinger (Krauser-Kreidler)     | Garelli               |
| Sidvagn     | Rolf Biland/Kurt Waltisperg (LCR-Yamaha) | LCR-Yamaha            |
| Formula TT1 | Joey Dunlop (Honda)                      | -                     |
| Formula TT2 | Tony Rutter (Ducati)                     | -                     |
| Endurance   | Hervé Moineau, Richard Hubin (Suzuki)    | -                     |

## 500GP
Freddie Spencer tog sin första titel i kungaklassen efter en tuff duell mot Kenny Roberts.

### Delsegrare
| Bana         | Vinnare         | Märke  |
| ------------ | --------------- | ------ |
| Kyalami      | Freddie Spencer | Honda  |
| Le Mans      | Freddie Spencer | Honda  |
| Monza        | Freddie Spencer | Honda  |
| Hockenheim   | Kenny Roberts   | Yamaha |
| Jarama       | Freddie Spencer | Honda  |
| Salzburgring | Kenny Roberts   | Yamaha |
| Rijeka       | Freddie Spencer | Honda  |
| Assen        | Kenny Roberts   | Yamaha |
| Spa          | Kenny Roberts   | Yamaha |
| Silverstone  | Kenny Roberts   | Yamaha |
| Anderstorp   | Freddie Spencer | Honda  |
| Imola        | Kenny Roberts   | Yamaha |

### Slutställning
| Plats | Förare            | Märke  | Poäng |
| ----- | ----------------- | ------ | ----- |
| 1     | Freddie Spencer   | Honda  | 144   |
| 2     | Kenny Roberts     | Yamaha | 142   |
| 3     | Randy Mamola      | Suzuki | 89    |
| 4     | Eddie Lawson      | Yamaha | 78    |
| 5     | Takazumi Katayama | Honda  | 77    |
| 6     | Marc Fontan       | Yamaha | 64    |

## 250GP
Carlos Lavado vann titeln med 27 poängs marginal.

### Delsegrare
| Bana         | Vinnare             | Märke      |
| ------------ | ------------------- | ---------- |
| Kyalami      | Jean-François Baldé | Chevallier |
| Le Mans      | Alan Carter         | Yamaha     |
| Monza        | Carlos Lavado       | Yamaha     |
| Hockenheim   | Carlos Lavado       | Yamaha     |
| Jarama       | Hervé Guilleux      | Kawasaki   |
| Salzburgring | Manfred Herweh      | Real       |
| Rijeka       | Carlos Lavado       | Yamaha     |
| Assen        | Carlos Lavado       | Yamaha     |
| Spa          | Didier de Radiguès  | Chevallier |
| Silverstone  | Jacques Bolle       | Yamaha     |
| Anderstorp   | Christian Sarron    | Yamaha     |

### Slutställning
| Plats | Förare             | Märke      | Poäng |
| ----- | ------------------ | ---------- | ----- |
| 1     | Carlos Lavado      | Yamaha     | 100   |
| 2     | Christian Sarron   | Yamaha     | 73    |
| 3     | Didier de Radiguès | Chevallier | 68    |
| 4     | Hervé Guilleux     | Kawasaki   | 63    |
| 5     | Thierry Espié      | Chevallier | 55    |
| 6     | Martin Wimmer      | Yamaha     | 45    |

## 125GP
Klassen vanns av Ángel Nieto.

### Delsegare
| Bana         | Vinnare           | Märke   |
| ------------ | ----------------- | ------- |
| Le Mans      | Ricardo Tormo     | MBA     |
| Monza        | Ángel Nieto       | Garelli |
| Hockenheim   | Ángel Nieto       | Garelli |
| Jarama       | Ángel Nieto       | Garelli |
| Salzburgring | Ángel Nieto       | Garelli |
| Rijeka       | Bruno Kneubühler  | MBA     |
| Assen        | Ángel Nieto       | Garelli |
| Spa          | Eugenio Lazzarini | Garelli |
| Silverstone  | Ángel Nieto       | Garelli |
| Anderstorp   | Bruno Kneubühler  | MBA     |
| Imola        | Maurizio Vitali   | MBA     |

### Slutställning
| Plats | Förare            | Märke    | Poäng |
| ----- | ----------------- | -------- | ----- |
| 1     | Ángel Nieto       | Garelli  | 102   |
| 2     | Bruno Kneubühler  | MBA      | 76    |
| 3     | Eugenio Lazzarini | Garelli  | 67    |
| 4     | Maurizio Vitali   | MBA      | 67    |
| 5     | Ricardo Tormo     | MBA      | 52    |
| 6     | Hans Müller       | Seel-MBA | 43    |

## 50GP
Klassen vanns av Stefan Dörflinger.

### Delsegrare
| Bana       | Vinnare           | Märke            |
| ---------- | ----------------- | ---------------- |
| Le Mans    | Stefan Dörflinger | Krauser-Kreidler |
| Monza      | Eugenio Lazzarini | Garelli          |
| Hockenheim | Stefan Dörflinger | Kreidler         |
| Jarama     | Eugenio Lazzarini | Garelli          |
| Rijeka     | Stefan Dörflinger | Kredler          |
| Assen      | Eugenio Lazzarini | Garelli          |
| Imola      | Ricardo Tormo     | Garelli          |

### Slutställning
| Plats | Förare            | Märke    | Poäng |
| ----- | ----------------- | -------- | ----- |
| 1     | Stefan Dörflinger | Kreidler | 81    |
| 2     | Eugenio Lazzarini | Garelli  | 69    |
| 3     | Claudio Lusuardi  | Villa    | 38    |
| 4     | Hans Spaan        | Kreidler | 34    |
| 5     | George Looijestyn | Kreidler | 34    |
| 6     | Hagen Klein       | FKN      | 33    |